# Budisti
Budisti sledijo budizmu, eni izmed velikih svetovnih verskih tradicij. Budizem je neteistična religija, ki jo je pred približno 2600 leti ustanovil Buda Šakjamuni. Budisti ne verjamejo v Boga-stvarnika, ampak verjamejo v zakon vzroka in posledice (karma). Budisti vzamejo zatočišče v Tri dragulje (v Budo, darmo in sango) in verjamejo, da le-ti dajejo pravilno razlago o naravi našega obstoja in zdravilo za osvoboditev od vseh oblik trpljenja (dukha). Buda je učitelj, Darma je Budov nauk in Sanga je sveta skupnost realiziranih praktikantov. Budisti, ki sledijo Mahajana budizmu prakticirajo z motivacijo, da bi postali razsvetljeni v korist vseh čutečih bitij, da bi lahko pomagali vsem živim bitjem, da se osvobodijo svojega trpljenja.
Najbolj znan budistični učitelj našega časa je Njegova svetost 14. dalajlama, Tenzin Gyatso, ki je obiskal tudi Slovenijo v juliju 2002.
V Sloveniji obstajajo različne budistične skupine, ki sledijo raznim vejam in šolam budizma. 
Budistična verska skupnost Budistična kongregacija Dharmaling vodi reden program učenja in praks v prvem posvečenem budističnem templju v Sloveniji. Njen predstojnik je častiti lama Šenphen Rinpoče, prepoznani Tulku v tibetanski budistični tradiciji.
Gozdni samostan Samaṇadīpa v Goljeku pri Trebnjem je manjše redovniško zatočišče za manjše število menihov iz kontemplativne in konzervativne gozdne tradicije teravadskega budizma, ki je bil ustanovljen aprila 2016. Samaṇadīpa je povezan z linijo gozdnih tradicij, ustanovitelj in vodja samostana pa je Bhikkhu Hiriko (adžan Hiriko).[2]
V okviru Slovenskega budističnega društva - Madjamika, so aktivne naslednje skupine: Društvo teravadskih budistov Bhavana, Šambala skupina Ljubljana Arhivirano 2019-01-12 na Wayback Machine., Yeshe Khorlo skupina Arhivirano 2009-03-15 na Wayback Machine., Phova skupina, in Zen skupina.